# La Villa Barocca
La Villa Barocca — российский музыкальный ансамбль, основанный в 2010 году в Москве, специализируется на аутентичном исполнении старинной музыки XVI—XVIII веков.

## История
Музыканты ансамбля играют на исторических инструментах, используют исполнительские приемы и принципы, свойственные музыкальной культуре XVII и XVIII веков. Это дает возможность услышать барочную музыку в её истинном звучании, не искаженную культурными и эстетическими наслоениями более поздних эпох. Постоянными участниками ансамбля являются выпускники Московской государственной консерватории им. П. И. Чайковского, лауреаты международных конкурсов: Екатерина Дрязжина (барочная флейта, барочная блокфлейта), Анна Хазанова (меццо-сопрано), Анна Кучина (клавесин, орган). Музыканты ансамбля обучались и стажировались у ведущих европейских специалистов в области исторического исполнительства. Основу репертуара коллектива составляют камерная инструментальная музыка и кантаты для голоса в сопровождении солирующих инструментов и бассо континуо. Однако разностороннее образование и широта творческих интересов участников ансамбля позволяют ему обогащать репертуар пьесами композиторов XX и XXI веков, написанными или переложенными для старинных инструментов, раскрывая взаимосвязь и преемственность музыкальных эпох. Выступления ансамбля, как правило, выходят за строгие рамки академического концерта. Для создания законченного образа музыканты привлекают на сцену — наряду с музыкой — живопись, поэзию, танец, драму и флористику. В зависимости от программы состав ансамбля дополняется необходимыми инструменталистами. Коллектив регулярно выступает с концертами в России и Европе, принимает участие в фестивалях, театральных проектах и киносъемках. В 2015 году ансамбль стал лауреатом первой премии на Международном клавесинном конкурсе им. Ванды Ландовской (Руво, Италия) в номинации «Камерная музыка».

## Состав
Основной состав ансамбля состоит из трёх человек:

### Екатерина Дрязжина (барочнаяфлейта, барочная блокфлейта)
Родилась в Москве. В 2006 году окончила Московскую государственную консерваторию им. П. И. Чайковского, Факультет исторического и современного исполнительского искусства, класс О. В. Ивушейковой (современная и барочная флейты). С 2006 года обучалась в университете г. Тромсё (Норвегия), класс П. Вальберга (современная и барочная флейты, барочная блокфлейта), который закончила с дипломом магистра в 2009 году. 2008/09 учебный год стажировалась в Королевской консерватории г. Брюсселя, Бельгия, класс Б. Кейкена (барочная флейта). В период между 2000 и 2013 годом посетила мастер-классы В. Хазельзета, Кр. Гюртнера, Х.-И. Фусса, К. Хюнтлера, М. Рота, С. Каипаинен, Б. Чалога, Л. Тутц и др. Дважды становилась лауреатом первой премии в номинации Камерная музыка на Международном клавесинном конкурсе им. Ванды Ландовской (Руво, Италия, 2014 и 2015 годы). С 2003 по 2013 гг. являлась солисткой оркестра на исторических инструментах «Pratum Integrum». В 2010 году основала ансамбль старинной музыки «La Villa Barocca». Регулярно концертирует в России и за рубежом как солистка и в составе различных коллективов. В 2011—2013 гг. осуществила ряд публикаций собственного перевода избранных глав «Опыта руководства по игре на поперечной флейте» И. И. Кванца в журнале «Научный вестник Московской консерватории». Ведет активную педагогическую деятельность.

### Анна Хазанова (меццо-сопрано)
Родилась в Москве. С 1990 по 1998 году обучалась в ЦССМШ при МГК им. П. И. Чайковского. В 2002 году окончила теоретическое отделение музыкального училища при МГК им. П. И. Чайковского. В 2007 году окончила МГК им. П. И. Чайковского по классу хорового дирижирования (класс Народного артиста РФ, профессора Л. З. Конторовича). С 2004 года работает хормейстером в Академическом мужском хоре МИФИ. С 2011 года преподает в Московском государственном институте музыки им. А. Г. Шнитке. В 2013 году прошла мастер-класс у Л. Фирлингер (Гмунден, Австрия). Выступает в ансамбле «La Villa Barocca» с момента его основания.

### Анна Кучина (клавесин,орга́н)
Родилась в Москве. В 2005 году с отличием окончила МГК им. П. И. Чайковского, Факультет исторического и современного исполнительского искусства, по классу клавесина (профессор О. В. Мартынова) и органа (профессор А. А. Паршин). За время обучения в консерватории прошла мастер-классы у Кр. Стембриджа, К. Терри, П. Аэртона, Й. Кристенсена, Т. Пиннока, Б. ван Асперена, Д. Морони, Кр. Шорнсхейм и др. В 2004 году победила на Международном органном конкурсе Marcello Galanti (Италия), а в 2009 и 2011 гг. состояла в жюри этого конкурса. В 2005 году получила стипендию на стажировку по классу барочного органа в Академии старинной музыки в Милане под руководством Л. Гьельми. С 2005 по 2010 гг. жила в Италии, работала органисткой церкви Сант-Алессандро (Милан), принимала участие в различных органных фестивалях Италии. Выступала в качестве солистки и в различных ансамблях в России, Италии, Германии, Бельгии, Англии. С 2012 года преподает клавесин в МССМШ им. Гнесиных. Выступает в ансамбле «La Villa Barocca» с момента его основания.

## Сессионные музыканты
- Юлия Меса Интриаго (леверсная арфа)
- Август Крепак (барочная виолончель)
- Татьяна Федякова (барочная скрипка, виола да гамба)
- Антонио Грамши (блокфлейты, крумхорны, ударные)
- Константин Щеников-Архаров (архилютня)
- Надежда Бойко (сопрано)

## Сотрудничество с другими музыкантами
- Дмитрий Щёлкин (ударные)
- Антон Изгагин (виола да гамба)
- Ольга Гречко (сопрано)
- Надежда Мейксон (скрипка)
- Gioacchino De Padova (виола да гамба, Италия)
- Claudio Mastrangelo (виола да гамба, Италия)
- Giuseppe Petrella (теорба, Италия)

## Гастроли
Ансамбль принимал участие в международных фестивалях:
- «Anima Mea» (Bari, Acquaviva delle Fonti, Molfetta, Palo del Colle — Италия)
- Pesaro Early Music Festival «Anno Zero» (Pesaro — Италия)
- International Orgelfestival Roermond (Roermond — Нидерланды)

Также ансамбль принимал участие в международных фестивалях, проводимых благотворительным фондом содействия развитию музыкальной культуры «Бельканто» в Москве:
- «Мистерия»;
- «Баховский фестиваль»;
- «Дорога в Рождество».

В 2015 году ансамбль стал лауреатом 1 премии в III международном клавесинном конкурсе им. Ванды Ландовской в категории «Камерная музыка» (Ruvo di Puglia — Италия)